# Мороне (Казерта)
Мороне је насеље у Италији у округу Казерта, региону Кампанија.
Према процени из 2011. у насељу је живело 41 становника. Насеље се налази на надморској висини од 173 м.